# Splice the mainbrace
Splice the mainbrace (littéralement, « épisser le cordage principal ») est un ordre donné à bord d'un navire par son commandant, pour autoriser l'équipage à consommer de l'alcool. À l'origine, il s'agissait d'un ordre pour exiger une opération d'urgence à bord d'un voilier.

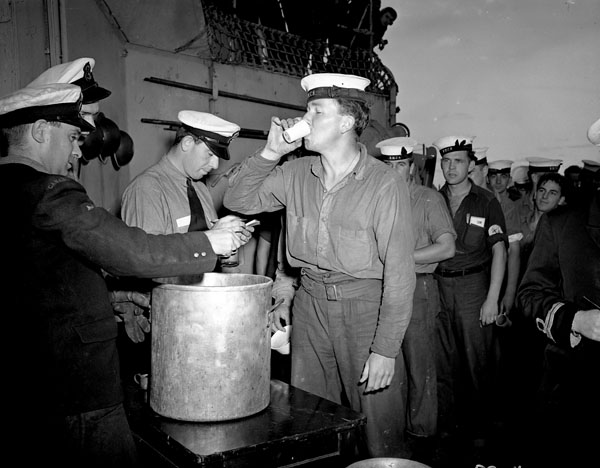
en à bord du HMCS Prince Robert pour célébrer la reddition du Japon, le 16 août 1945.

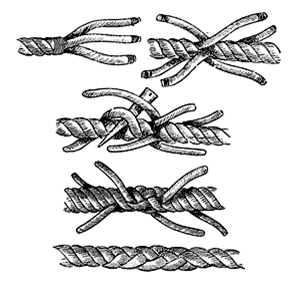
Épissure courte : deux cordages torsadés sont connectés en repiquant chaque brin dans l'autre cordage.

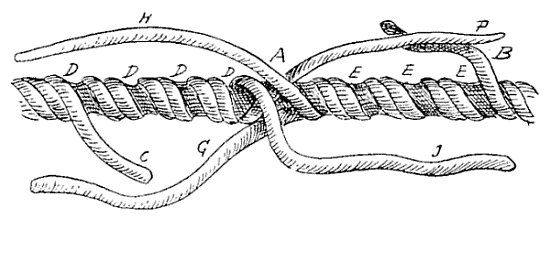
Épissure longue : l'épissure est prolongée sur une certaine longueur pour éviter que le nœud ne se démette lors d'une trop forte traction sur la corde ; permet également une meilleure finition, le diamètre de la corde épissée augmentant peu en volume, contrairement à l'épissure courte.

Cette opération étant pénible, les marins l'ayant accompli se voyaient généralement remerciés par une ration supplémentaire d'alcool. Avec le temps, cette expression est devenue un euphémisme pour désigner une autorisation de boire après l'exécution d'une tâche difficile, puis plus généralement, un ordre qui autorise tout simplement l'équipage à consommer de l'alcool.

## Origine de l'expression
Les braces sont les cordages (manœuvres courantes) qui permettent de contrôler l'angle des vergues. Sur les premiers man'o'war, le mainbrace était le plus gros et le plus lourd des cordages ; le mainbrace du HMS Victory avait un diamètre de 13 centimètres. Au cours des batailles navales, les canonniers avaient pour habitude de viser les manœuvres courantes, en particulier le mainbrace, à l'aide de boulets spéciaux (boulets ramés / boulets chaînés). Si le mainbrace était touché, l'équipage devait le réparer sur-le-champ, le voilier devenant très difficilement manœuvrable autrement : les voiles n'étant plus contrôlables, elles restent dans l'axe perpendiculaire au vent et le voilier avance sur une ligne droite, ce qui donne à l'ennemi un avantage tactique évident. 
La réparation de ce cordage était une tâche difficile, encore plus en situation de combat ; le mainbrace ne pouvait être réparé avec une épissure courte ou un nœud : il fallait réaliser une épissure longue. L'épissure longue d'un aussi gros cordage de chanvre était un travail pénible, et l'on choisissait généralement les meilleurs maintenanciers du bateau pour réaliser le travail (Able Seamen en anglais), sous la supervision d'un bosco. Une fois la tâche accomplie, il était de coutume de remercier ces hommes avec une ration supplémentaire de rhum.
Plus tard, l'ordre Splice the mainbrace changera de sens pour désigner une distribution générale d'alcool à la suite d'un évènement important : la victoire d'une bataille, l'arrivée au pouvoir d'un nouveau roi, une naissance ou un mariage au sein de la famille royale, etc.. Au cas où la flotte tout entière devait recevoir cet ordre, celui-ci était retransmis par pavillon ou par sémaphore.

## Restrictions de cet ordre
Les marins de la Royal Navy avaient autrefois droit à une ration d'alcool par jour ; le plus généralement du rhum. Toutefois, le fait que les marins puissent manœuvrer le navire en état d'ébriété a conduit à l'abolition de cette pratique en 1970. Plusieurs restrictions furent mises en place quant à l'ordre Splice the mainbrace. Tout homme ou officier de plus de 20 ans (marqué d'un « T » dans le registre du navire) pouvait prétendre à recevoir un huitième de pinte de rhum (62,5 mL). De la limonade était donnée à la place, pour ceux qui ne voulaient pas consommer d'alcool. Le personnel ayant moins de 20 ans n'y avait généralement pas droit (ceux-là étaient marqués d'un « U.A. » dans le registre, pour under age). La ration de rhum était toutefois coupée à l'eau (grog) pour tous les gradés en dessous du Maître (Petty Officer en anglais).
D'autres marines ont préféré abolir la distribution quotidienne de grog bien plus tôt, par exemple, l'US Navy l'a abolie juste après la guerre de Sécession. Mais l'ordre a perduré, autorisant l'équipage à prendre une autre boisson alcoolisée à la place du rhum ou du grog. À partir de 1845, cet ordre a peu à peu commencé à remplacer la cérémonie « Crossing the Line », car il s'agissait d'une forme de bizutage jugée trop violente (cette cérémonie réapparaîtra plus tard, sous une forme plus acceptable). Actuellement, la Navy canadienne est un peu plus généreuse dans sa distribution ; elle autorise ses membres d'équipage à consommer 87,5 mL de spiritueux, contre les 62,5 mL permis par la Royal Navy. Toutefois, dans la Royal Navy, s'il y a rupture de stock de spiritueux à bord d'un navire lors d'un Splice the mainbrace, le commandant est dans l'obligation d'octroyer à ses marins, en remplacement, deux canettes de bière de 350 ml chacune.
L'autorisation pour délivrer cet ordre est très restreinte ; la Royal Navy n'autorise que la Reine du Royaume-Uni et l'Admiralty Board à donner cet ordre ; la Navy canadienne n'autorise que la Reine, le Gouverneur général du Canada et le Chef d'état-major de la défense du Canada.

## Utilisations célèbres
La flotte anglaise méditerranéenne reçut l'ordre en 1932 du prince de Galles (le futur Édouard VIII), pour la première fois depuis 1918. Il fut accompagné du Mend and make clothes, un autre ordre qui octroie une demi-journée de congé à l'équipage.
Les navires de la plupart des flottes alliées ont reçu cet ordre à la fin de la Seconde Guerre mondiale, un navire a même reçu l'ordre alors qu'il se trouvait encore sous le feu d'un pilote kamikaze japonais !
De nos jours, l'ordre est donné de manière plus « flexible ». Par exemple, la reine du Royaume-Uni Élisabeth II a donné cet ordre après avoir visité la flotte à Portsmouth en 2002.